# NSB Type 92
NSB type 92 — тип дизель-поїзда, побудований Duewag для Державної залізниці Норвегії (NSB). Двовагонні поїзди були передані NSB у 1984 та 1985 роках, після чого були введені в експлуатацію на лінію Рерос та південної частини лінії Нордланд, яка пізніше стала приміською залізницею Тронделаг. У 2000 році, один з поїздів потрапив в аварію в Есті, в результаті якої загинуло 19 осіб. Був проведений капітальний ремонт у 2005 і 2006 роках. Кожна двовагонна одиниця має 168 місць. Головний вагон приводиться в рух двома електродвигунами, що дає потужність 714 кіловат (957 к.с.) і максимальну швидкість 140 кілометрів на годину.

## Історія

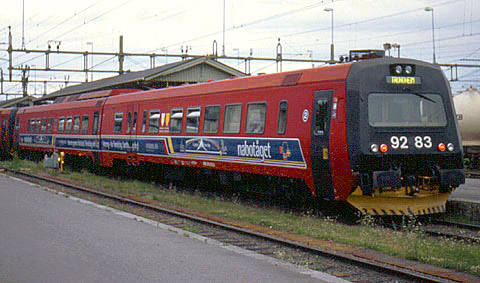
Поїзд у старій лівреї з дизайном Mittnabotåget

У 1980-х роках 40-річні поїзди типів 86 і 91 потребували заміни. NSB описав їх як такі, що нездатні задовольнити вимоги щодо економічності, комфорту чи швидкості. Type 92 був придбаний, щоб перебрати на себе всі пасажирські перевезення на лінії Рерос і на лінії Нордланд на південь від Гронга . 15 двовагонних одиниць коштували 200 мільйонів норвезьких крон і були побудовані Duewag в Німеччині.
З червня 1986 року також курсував ранковий потяг з Му-і-Рана до Тронгейма та повертався ввечері. Нові потяги збільшили середню швидкість з урахуванням зупинок до 80 км/год і максимальну швидкість на прямій дистанції 140 км/год, а також на 10 відсотків вищу швидкість на поворотах. Це дозволяло пасажирам, які їдуть ранковим поїздом з Осло, прибути в Му-і-Рана ввечері.Також використовувався на лінії Арендал та лінії Солер. Він використовувався на лінії Арендал до 1995 року, поки лінію не електрифікували.

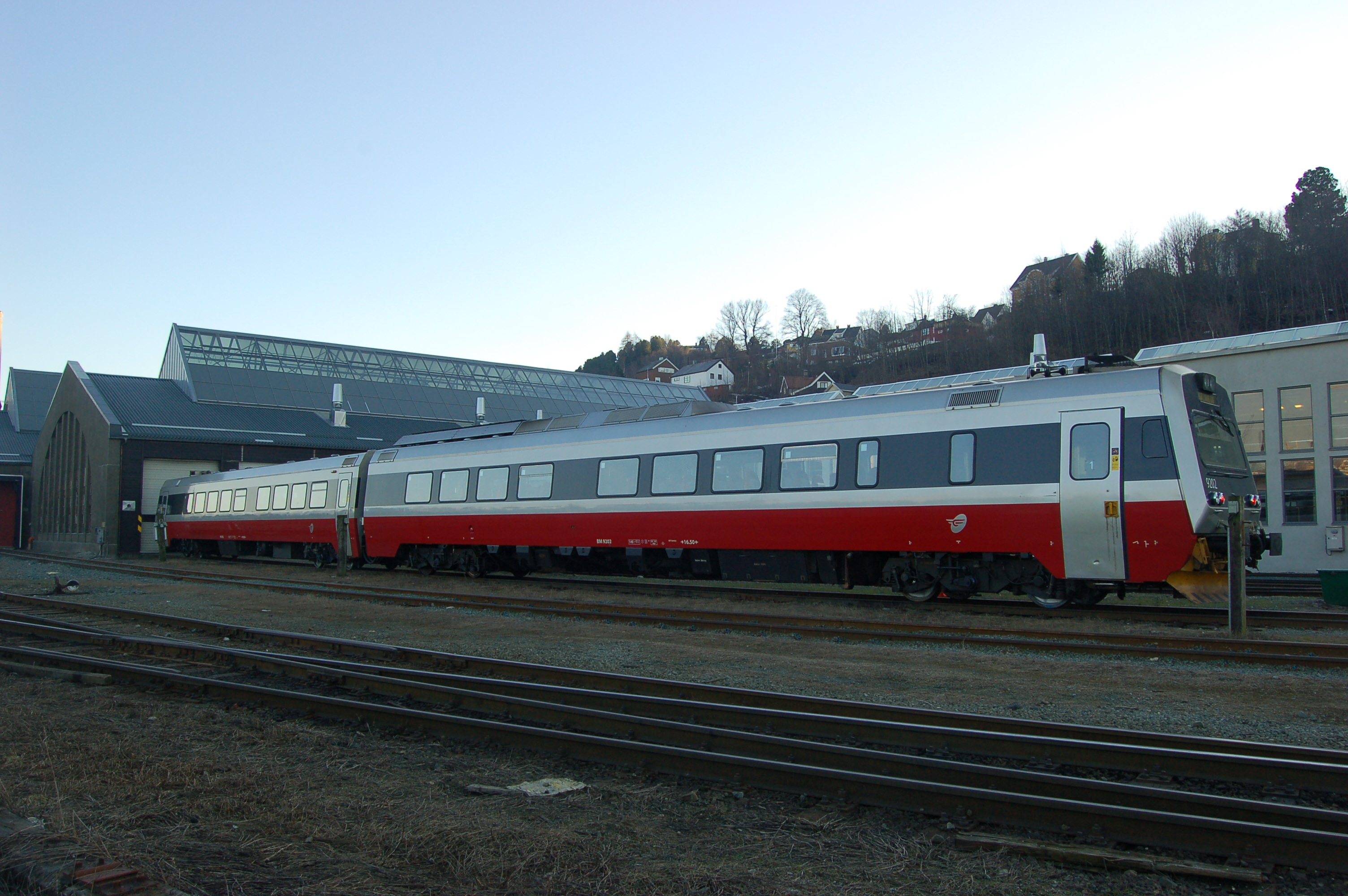
Поїзд Type 92 в Марієнборзі

У 1993 році NSB оголосила, що лінії в межах Тронгейма і його околицях будуть запроваджені до приміської залізниці Тронделаг, яка візьме на себе більшість поїздів Type 92. Приміська залізниця відкрилася 1 вересня 1993 року. Зміни в розкладі передбачили майже подвоєння кількості відправлень, зокрема між Тронгеймом і Стьйордалем . Поїзд з Тронгейма до Стейнк'єра мав десять щоденних рейсів туди й назад. У той час як місцеві поїзди існували в напрямку на північ від Тронгейма раніше, сполучення на південь до Оппдала було новим в регіоні, який раніше обслуговувався лише міжміськими та нічними поїздами. Спочатку було чотири маршрути від Тронгейма — на північ уздовж лінії Нордланд до Стейнг'єра, на схід уздовж лінії Мерокер до Сторлієна, на південь уздовж лінії Довре до Оппдала і на південний схід уздовж лінії Рерос до Тунсета.

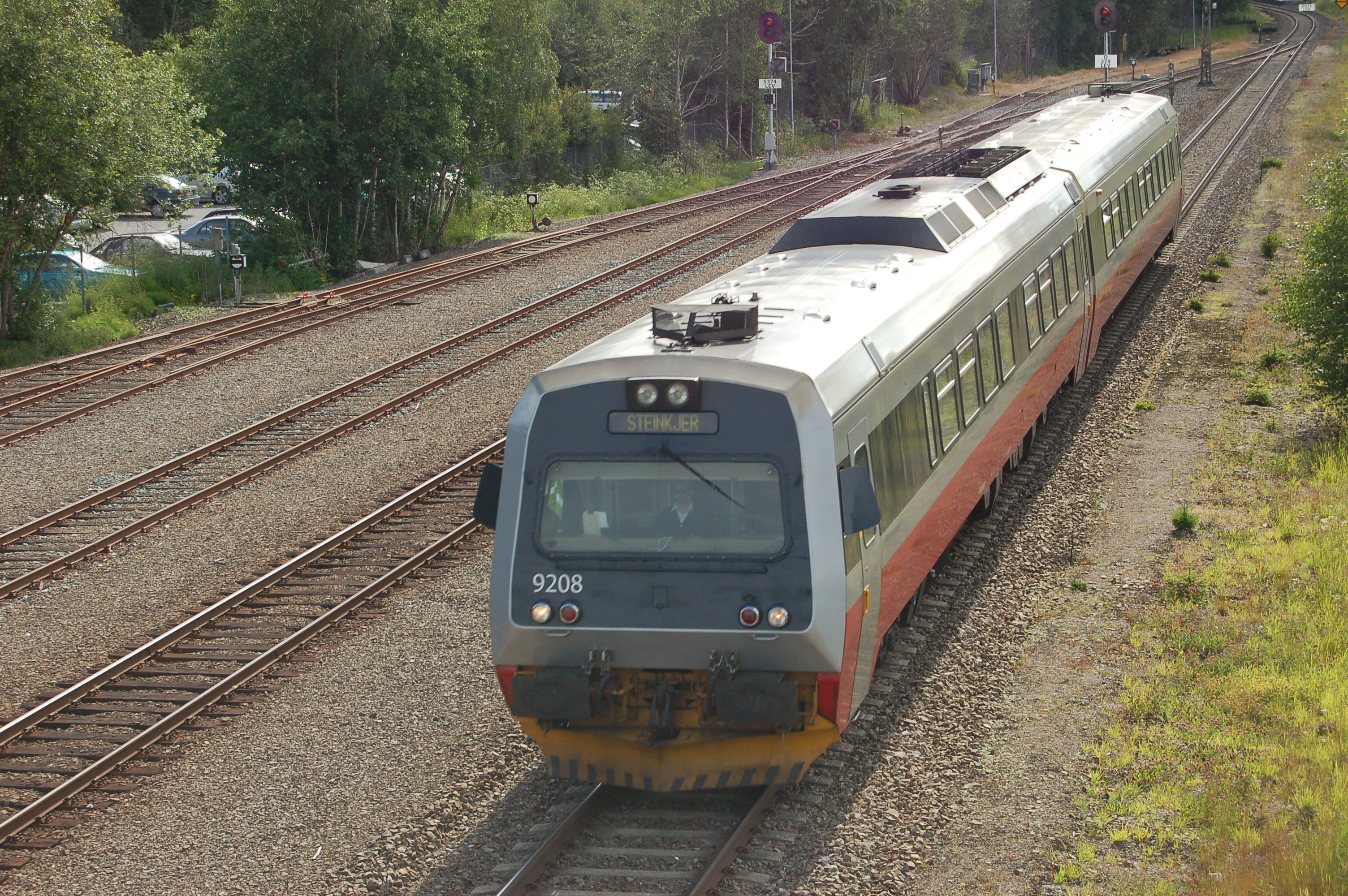
Type 92 на станції Левангер

4 січня 2000 року один з поїздів було знищено під час аварії в Ості на лінії Рерос. В результаті аварії загинуло дев'ятнадцять людей.
З 7 січня 2001 року NSB внесло кілька значних змін в приміській залізниці. Було введено фіксований погодинний курс руху поїздів зі Стейнк'єра до Тронгейма; включно з додатковими поїздами в годину пік з Леркендаля до Стьордала, що забезпечують 23 рейси на день у кожному напрямку. На південь від Тронгейма лінію було продовжено до Леркендаля. Частково причиною розширення було те, що доставка нових поїздів Type 93 для регіональних сполучень звільнила більше одиниць Type 92. Це також дозволило NSB обслуговувати деякі маршрути зчепленими двовагонними (чотиривагонними) поїздами в годину пік.
З 22 вересня 2002 року NSB і Управління громадського транспорту округу Ємтланд розпочали співпрацю, яка включала дві щоденні рейси в обидва боки поїздами Type 92 між Тронгеймом і Естерсундом у Швеції на лінії Мерокер і Центральною залізницею (Швеція) . Потяги під брендом Mittnabotåget керували NSB з норвезької сторони та співробітники BK Tåg зі шведської після того, як остання виграла тендер на обслуговування у шведської влади.

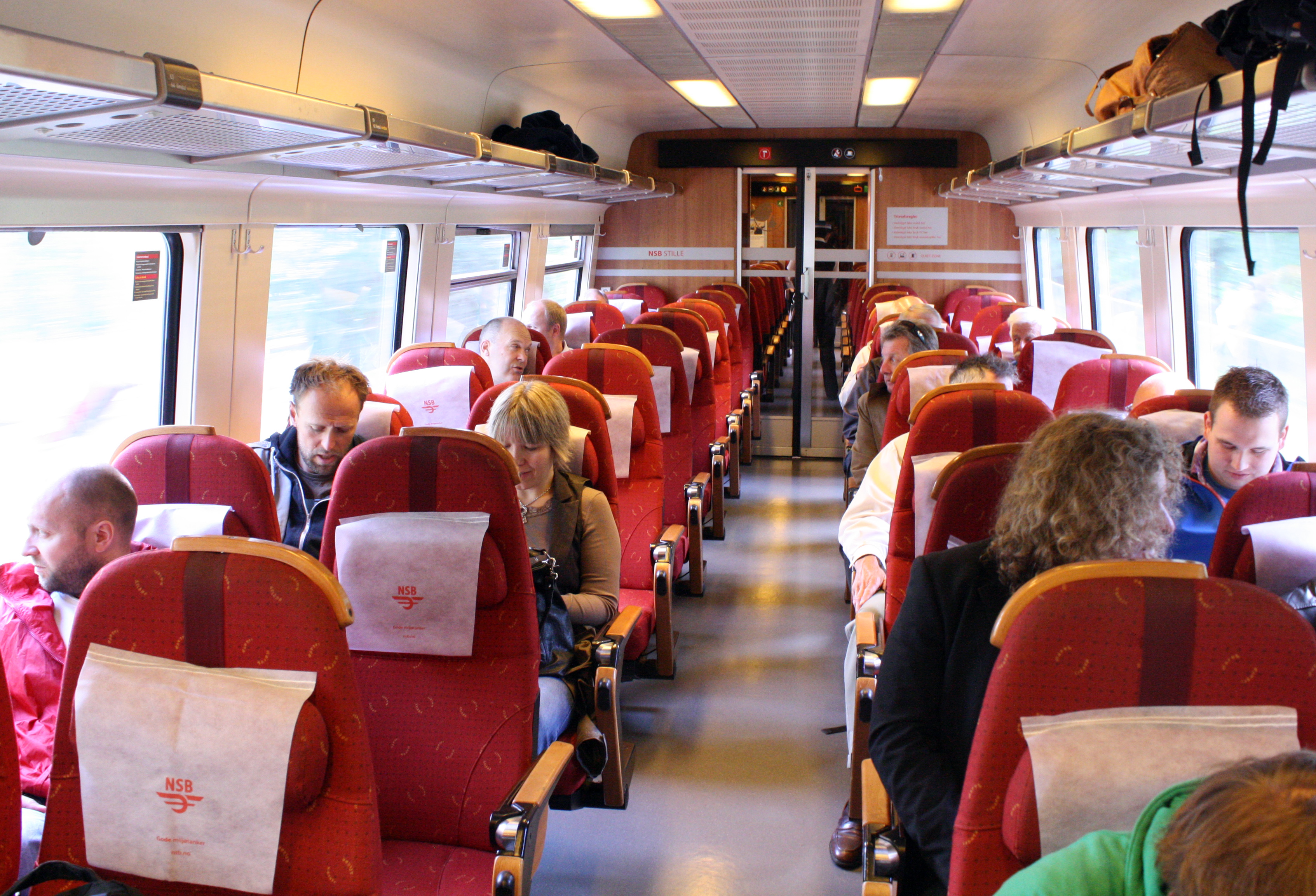
Інтер'єр вагону

У 2005 і 2006 роках поїзди було оновлено. Змінено інтер'єр і ліврею. NSB заявила, що Class 92 буде виведено з експлуатації у 2019 році. 
Існують плани електрифікації лінії Нордланд від Тронгейма до Стейнк'єра, а також лінії Мерокер. Як тільки ці лінії будуть електрифіковані, Type 92 може бути виведено з експлуатації, хоча дата ще не відома. У травні та червні 2012 року всі поїзди, що базувалися у Тронгеймі, були оснащені безплатним бездротовим доступом до Інтернету для пасажирів.
У березні 2023 року міністр транспорту Норвегії повідомив, що Норвегія передасть Україні 12 одиниць Type 92 на тлі російського вторгнення в Україну .

## Технічні характеристики
Поїзди побудовані компанією Duewag у 1984 та 1985 роках і складаються з двох вагонів місткістю 168 осіб. Довжина двовагонного поїзда — 49.45 м, вага — 92 тонни, з яких головний вагон важить 58 тонн. Головний вагон оснащений двома дизельними двигунами Daimler-Benz OM424A, які живлять два електродвигуни, що забезпечує вихідну потужність у 714 кВт (957 к.с.) . Поїзди здатні розвивати швидкість у 140 км/год і обладнані торговими автоматами. Причіпні вагони поставлялися з трьома різними компонуваннями: зі стандартними сидіннями, із сидіннями та вантажним відділенням і з сидіннями та вантажним і поштовим відділенням. Останній планувалося використовувати на лінії Рерос, але після доставки залізнична поштова служба була закрита.